# マスコミ四媒体
マスコミ四媒体（マスコミよんばいたい）とは、広告媒体のうちのマスコミ（マスコミュニケーション）の主要な4つのメディア（媒体）の総称。4つとは、新聞、雑誌、ラジオ、テレビである。
主要四媒体、四大メディア、四マスメディアとも呼ばれる。このうち、新聞・雑誌を印刷媒体、ラジオ・テレビを電波媒体として、両者を区別することもある。なお、フリーペーパー類やインターネットラジオはマスコミ四媒体には含めないのが一般的である。

## 概要
マスコミ四媒体はテレビの普及から長きにわたって、他の媒体とは桁違いに規模の大きい、主要な広告媒体として機能してきた。しかし近年では、これらの従来的なメディアの退潮と、新しいメディアであるインターネットの台頭に伴い、広告におけるマスコミ四媒体の圧倒的な優位性にはかげりが見られる。
電通が2009年2月23日に発表した「2008年（平成20年）日本の広告費」では、日本の総広告費に占めるマスコミ四媒体の割合は49.3%に落ち、初めて50%を切った。さらに2019年の統計では37.6%と4割を割り込んでいる。